# Neelie Kroes
Neelie Kroes (Rotterdam, Països Baixos, 19 de juliol de 1941) és una política i professora universitària neerlandesa que ha estat ministra al seu país i ha format part de la Comissió Barroso.

## Biografia
Va estudiar ciències econòmiques a la Universitat Erasmus de Rotterdam, en la qual es va doctorar el 1965. Durant la dècada del 1960 va exercir de professora en aquest mateix centre universitari. Entrà a treballar a l'empresa familiar, una gran empresa de transports, i es va comprometre amb els drets de les dones. Entre 1991 i l'any 2000 fou rectora de la Universitat Nyenrode.

## Activitat política
Membre del Partit Popular per la Llibertat i la Democràcia (VVD) des de la dècada del 1960, el 1970 fou escollida membre del consell municipal de Rotterdam. El 1971 fou escollida diputada a la Tweede Kamer, el Parlament neerlandès a La Haia, havent de renunciar a la seva docència a la universitat. El desembre de 1977 abandonà el Parlament per esdevenir Secretària d'Estat de Transports en el primer govern de Dries van Agt, càrrec que abandonà el setembre de 1981. Després de ser reescollida diputada al Parlament l'any 1982, el novembre d'aquell any fou nomenada Ministra de Transports i de la Gestió de l'Aigua per part del primer ministre Ruud Lubbers, càrrec que va ocupar fins al novembre de 1994. En el desenvolupament del seu càrrec es produí la privatització dels serveis postal i telefònic.
En la formació de la Comissió Barroso el novembre de 2004 fou designada representant del seu país a la Comissió i ocupà el càrrec de Comissària Europea de la Competència fins a la seva dissolució al 2014.
Poc després es va saber que la seva actitud no s'havia mantingut d'acord amb el codi de conducta dels eurocomissaris, que els prohibeix exercir qualsevol altra activitat professional, fins i tot si no és remunerada. Kroes havia assessorat mig centenar de grups, com ara McDonald's, Volvo, Thales o O2, i quan Barroso la va nomenar el 2004 va prometre deixar-ho tot, però no va tancar una societat opaca a les Bahames, segons va adduir, per un “error administratiu”.